# فطيمة بودواني
اللواء فاطمة بودواني هي ضابطة في الجيش الجزائري.
بودواني محامية من ولاية تيبازة. انضمت إلى فرع التحليل والأعمال في الجيش الوطني الشعبي الجزائري عام 1978 بعد أن فتح الرئيس هواري بومدين باب القبول للنساء. انتقلت بودواني لاحقًا إلى الأمانة العامة لوزارة الدفاع الوطني ثم إلى الفرع القانوني لقيادة الطيران حيث أصبحت رئيسة الشؤون الدولية. في عام 2010 أصبحت متخصصة في وزارة الدفاع الوطني وعضوًا في اللجنة التوجيهية لمبادرة 5+5 الخاصة بها.
في 5 يوليو 2012، رُقيت إلى رتبة لواء. اعتبارًا من عام 2017، كانت واحدة من أربع نساء برتبة جنرال في الجيش الجزائري.